# PKP (Maschinengewehr)
Das PKP „Petscheneg“ (russisch Печенег) ist ein leichtes russisches Maschinengewehr (lMG) im Kaliber 7,62 × 54 mm R. Das Petscheneg ist eine Variante des Universal-Maschinengewehrs PKM. Der Name stammt von den Petschenegen, einem oghusischen Turkvolk, das in den Steppen des heutigen Südrusslands und der Ukraine lebte.
Das Petscheneg wird von der russischen Armee, den Fallschirmjägern und den Speznas verwendet.

## Konstruktion
Das Petscheneg wurde als leichtes MG aus dem Universal-MG PKM abgeleitet. Verschluss, Funktionsweise und Gurtzuführung sind identisch. Es ist rund 1,2 kg schwerer als das PKM in der lMG-Rolle mit Zweibein. Der wesentliche konstruktive Unterschied zwischen PKM und Petscheneg ist der Verzicht auf den Schnellwechsel-Lauf. Der Lauf des PKP ist aus hochwertigerem Stahl gefertigt und schwerer als der des PKM. Nach Herstellerangaben verträgt der Lauf nun 600 Schuss Dauerfeuer. Dadurch konnte auf die Laufwechseloption und den zweiten Wechsellauf verzichtet werden. Der Lauf hat radiale Kühlrippen, die von einem bis zur Mündung verlaufenden Stahlmantel umschlossen werden. Dies bewirkt eine forcierte Luftkühlung ähnlich wie beim Lewis-MG. Im Gegensatz zum PKM ist das Zweibein des Petschenegs fest nahe der Mündung anstatt abnehmbar am Gasrohr montiert. Die Verwendung der Dreibeinlafette des PKM ist theoretisch möglich, da die im Systemkasten integrierte Aufnahme identisch ist. Allerdings wird das PKP nur mit dem integrierten Zweibein ausgegeben.
Auffälligstes Unterscheidungsmerkmal ist der große, vom System bis zum Abgriff des Gasrohres reichende geschwungene Tragegriff. Der Griff ist breit ausgeformt und soll – wie bei einem Flimmerband – das Flirren der Luft bei heißgeschossenem Lauf vermindern, was die Zielgenauigkeit erhöht.
An der linken Seite des Systemkastens ist eine Montageschiene angebracht, an der verschiedene Optiken und Nachtsichtgeräte befestigt werden können. Dadurch ist das Petscheneg nachtkampftauglich.

## Varianten
- 6P41 – Petscheneg mit Zweibein
- 6P41N – zusätzlich mit Nachtsichtgerät
- 6P41S – auf Stepanow-Lafette
- 6P41SN – auf Lafette + Nachtsichtgerät

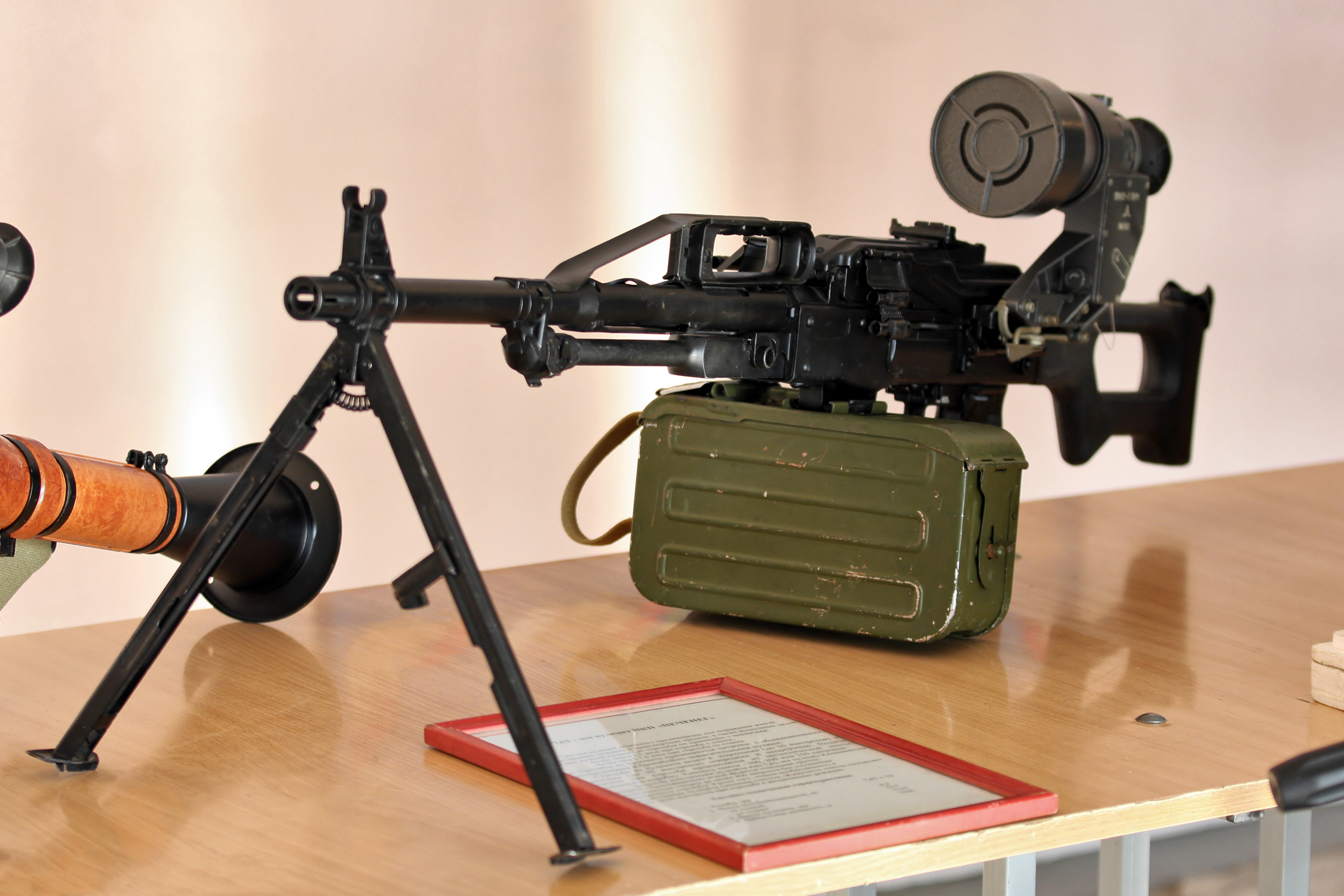
Mit Nachtsichtgerät
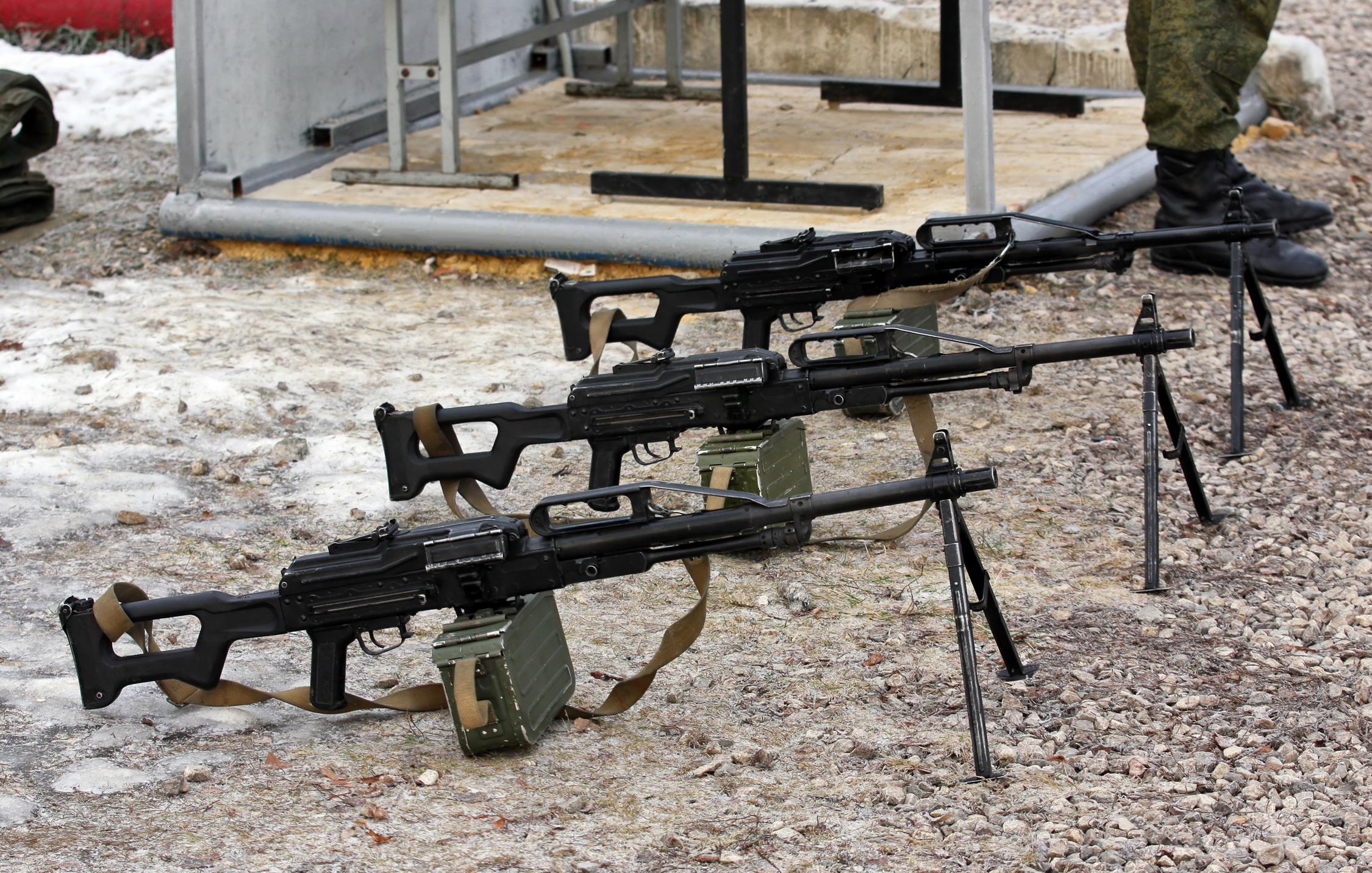
Rechte Seite
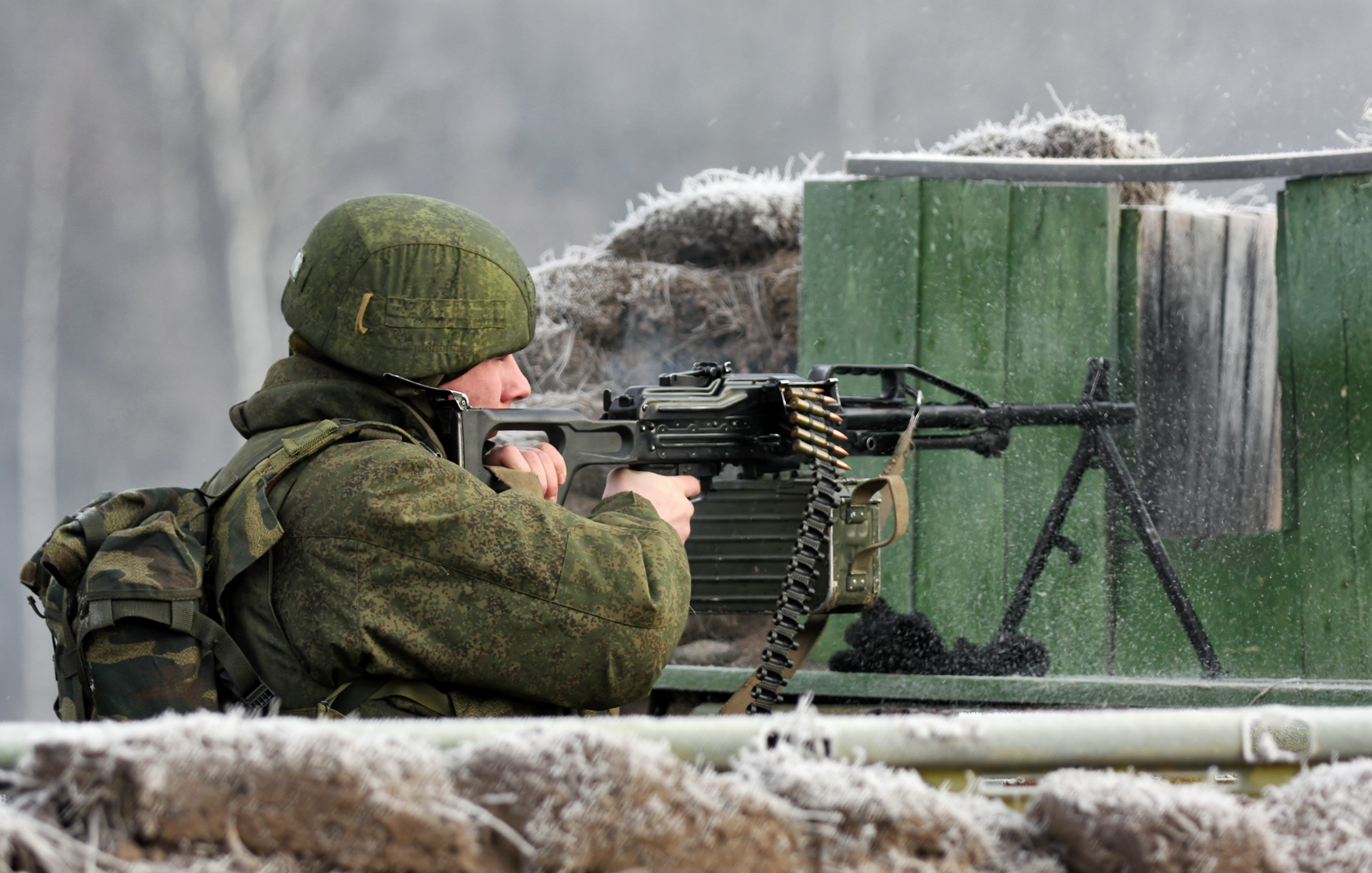
Im Einsatz
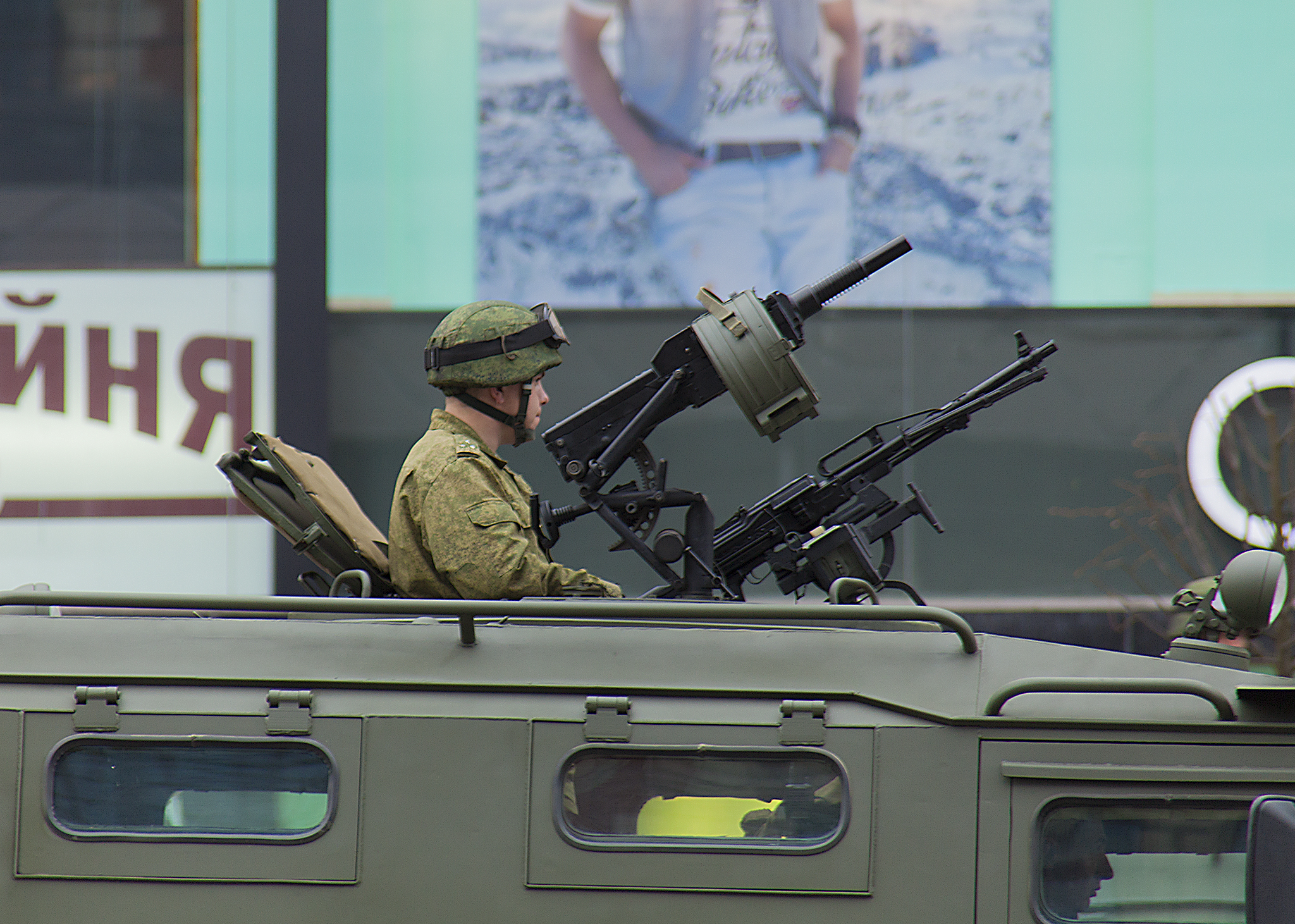
Als Bordwaffe eines GAS Tiger